# Konwerter akustyczny

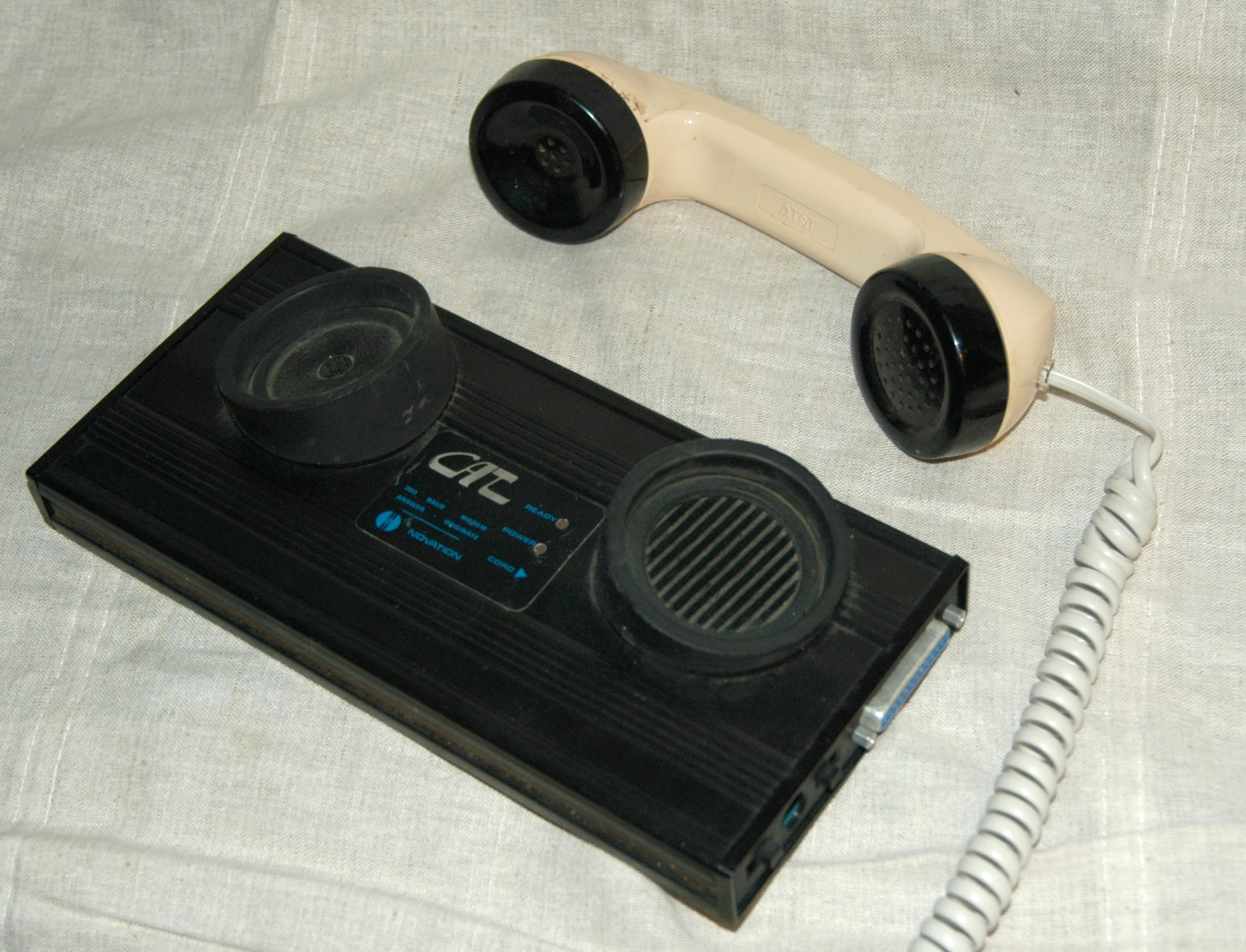
Modem akustyczny Novation CAT

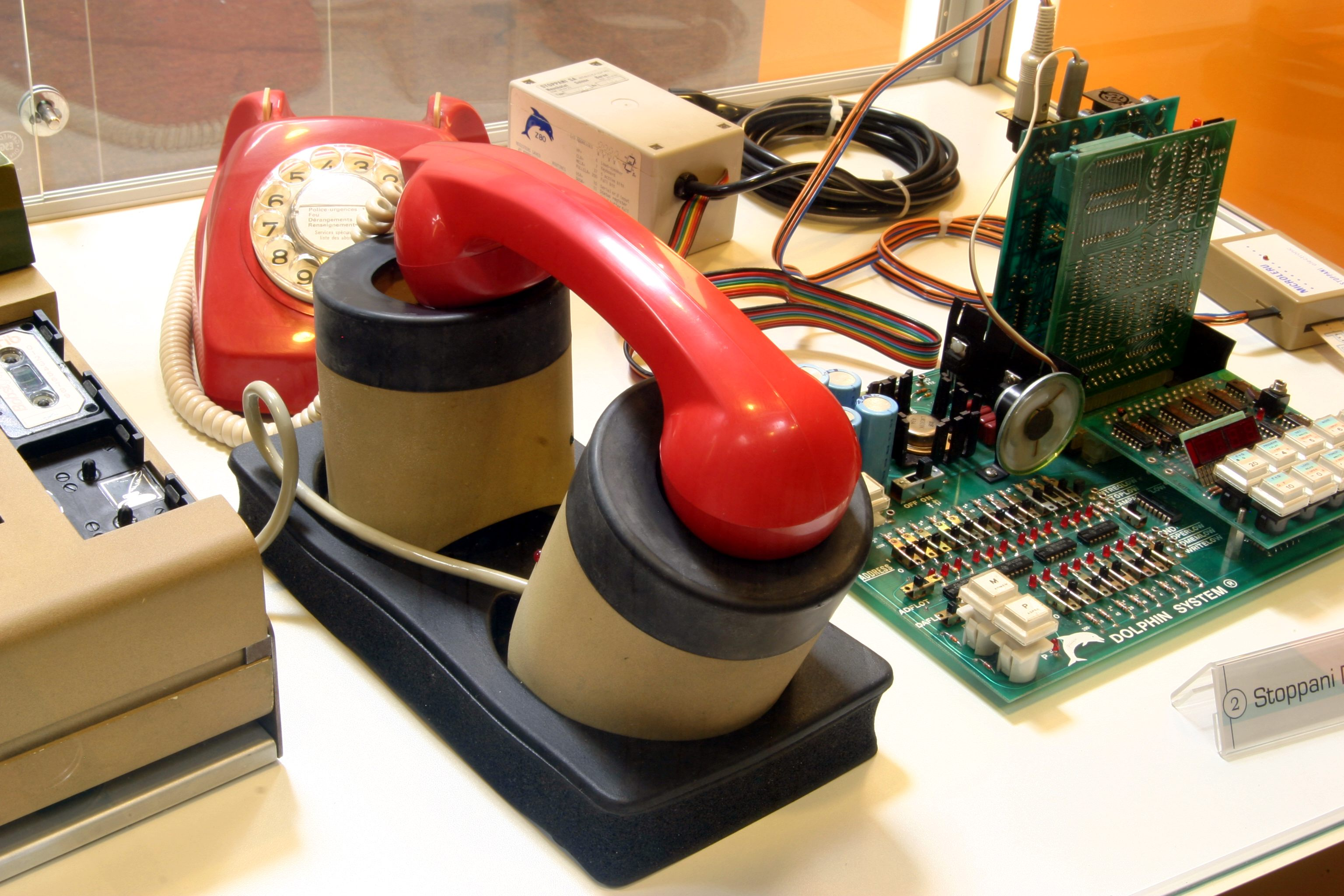

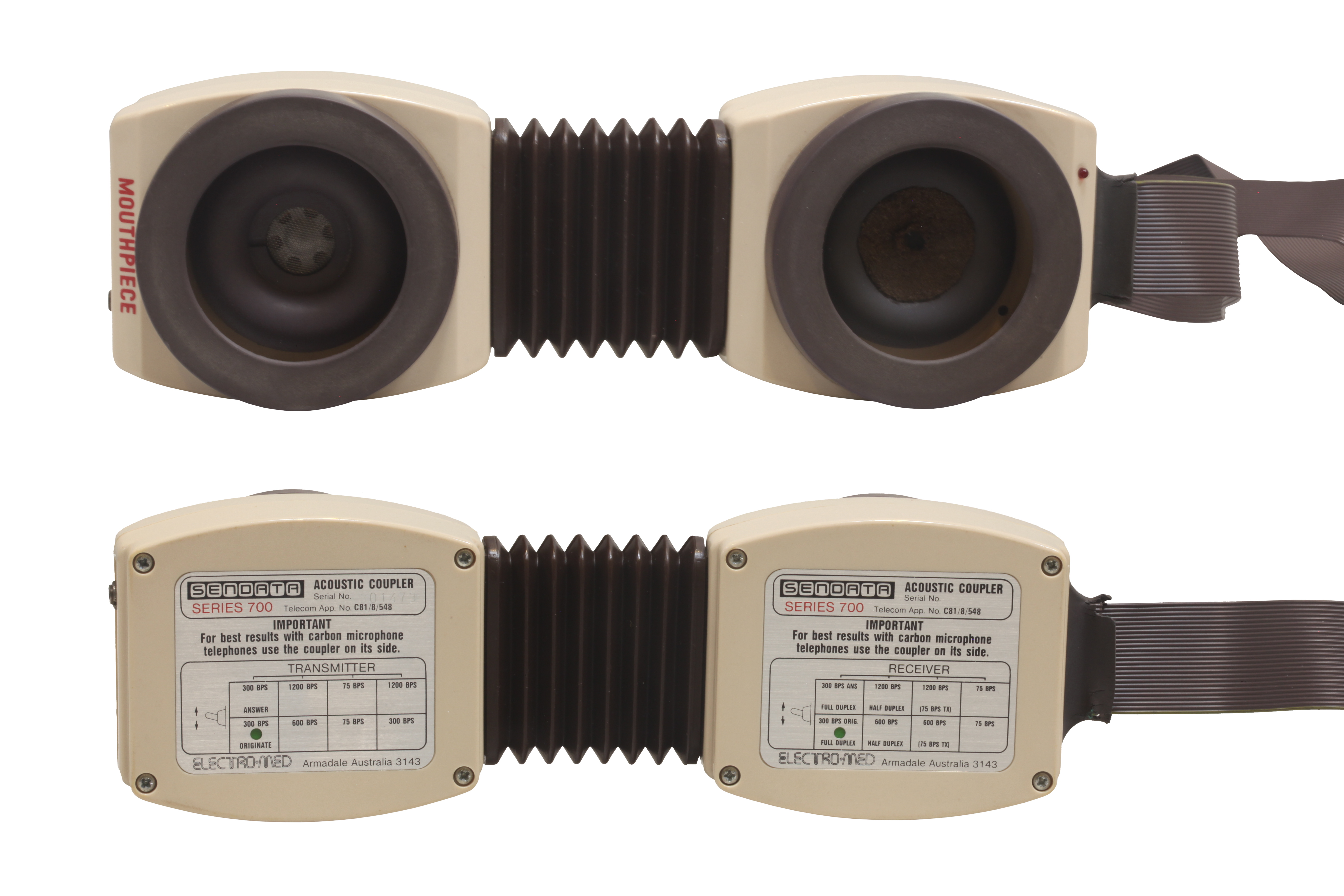
Sendata Serii 700

W telekomunikacji, konwerter akustyczny to urządzenie, służące do przekazywania sygnału elektrycznego za pomocą akustycznych środków—zazwyczaj aparaturę telefoniczną.
Połączenie uzyskuje się poprzez konwersję sygnału elektrycznego z linii telefonicznej na dźwięk i ponowną konwersję dźwięku w sygnał elektryczny potrzebny do działania urządzeń, takich jak dalekopis, i z powrotem, a nie poprzez bezpośrednie połączenie elektryczne.

## Historia i zastosowanie
Przed podziałem firmy Bell System w 1984 roku, jej zagwarantowany prawnie monopol na telefonię w Stanach Zjednoczonych, pozwolił wprowadzić rygorystyczne zasady dotyczące sposobu uzyskiwania przez klientów dostępu do ich sieci. Zabronione było podłączanie do sieci sprzętu, który nie był wyprodukowany lub sprzedawany przez Bell. Te same zasady obowiązywały w prawie wszystkich krajach, gdzie firmy telekomunikacyjne były państwowe. Zanim rozpowszechniły się standardowe złącza takie, jak RJ11 i BS 6312, w wielu domach telefony były na stałe przymocowane do ściany.
Podobnie było w innych krajach. W Australii do 1975 r. firma PMG, do której należały sieci kablowe i urządzenia montowane u klientów, miała monopol i zabraniała podłączania sprzętu innych producentów. Większość aparatów była podłączana przez złącza serii 600, jednak były one specyficzne dla Australii, przez co importowane sprzęty nie mogły być do nich podłączone bezpośrednio, mimo zgodności na poziomie elektrycznym.
Dopiero przełomowa decyzja sądu w sprawie Hush-A-Phone przeciwko AT&T w 1956, że korzystanie z telefonu załączniki (innych producentów) było dozwolone po raz pierwszy; choć prawo AT&T do ustalania reguł odnośnie do urządzeń podłączanych do sieci było zachowane, wskazano, aby zaniechać działań przeciwko użytkownikom Hush-A-Phone. Druga decyzja sądu, z 1968 roku, w odniesieniu do Carterfone umożliwiła podłączenie do sieci AT&T dowolnego urządzenia, które nie jest niebezpieczne dla systemu. Ta decyzja to pozwoliła na późniejsze innowacje, takie jak powstanie automatycznych sekretarek, faksów i modemów.
Gdy wynalazcy zaczynali tworzyć urządzenia do transmisji nie-głosowych sygnałów przez linie telefoniczne, jasna była konieczność obejścia ograniczeń firmy Bell. Już w 1937 roku, telefaksy używane przez gazety korzystały z pewnego rodzaju konwerterów, być może akustycznych, lub – co bardziej prawdopodobne – z magnetycznych, do jedno-kierunkowej komunikacji. Te wczesne faksy nie potrzebowały dwukierunkowych, multipleksowanych połączeń telefonicznych.
Robert Weitbrecht stworzył obejście ograniczeń firmy Bell w 1963 roku. Opracował urządzenie konwertujące dźwięk z głośnika telefonu w sygnały elektryczne, i zamieniające impulsy elektryczne pochodzące z dalekopisu w dźwięk, który trafia do mikrofonu w słuchawce telefonu. Jego konwerter akustyczny znany jest jako modem Weitbrechta.
Modem Weitbrechta zainspirował innych inżynierów, aby rozwijać kolejne modemy w celu zapewnienia  pracy terminali o 8-bitowym kodzie ASCII z większą szybkością transmisji. Takie modemy lub konwertery, opracowane około 1966 roku przez Johna Van Geena z Stanford Research Institute (obecnie Sri International), naśladowały działanie słuchawek. Pierwszy model komercyjny został zbudowany przez Livermore Data Systems w 1968 roku. Użytkownik mógł ze swojego aparatu telefonicznego wybrać numer systemu komputerowego (który miał zestaw danych firmy telekomunikacyjnej), a po nawiązaniu połączenia umieścić słuchawkę w modemie akustycznym. Ponieważ telefony w tym czasie w Stanach Zjednoczonych były dostarczone wyłącznie przez operatora telekomunikacyjnego, częściej miały ten sam kształt, co ułatwiało fizyczne dopasowanie. Mikrofon i głośnik wewnątrz obudowy modemu, odbierały i przekazywały sygnały tonowe, a obwody przekształcały je za pomocą kodowania FSK do wyjścia na gniazdo RS232. Przy odrobinie szczęścia można było uzyskać szybkość transmisji danych 300 bodów (~bitów/sekundę), ale na ogół było to 150 bodów.
Taka szybkość była wystarczająca dla terminali takich, jak IBM 2741, działających z szybkością 134.5 bodów, lub dalekopisów o szybkości 110 bodów.
W praktyce górna granica szybkości dla modemów akustycznych wynosiła 1200 bodów, po raz pierwszy osiągnięta w 1973 roku przez firmę Vadic oraz w 1977 przez AT&T. Rozprzestrzenił się w 1985 roku, wraz z powstaniem urządzenia Hayes Smartmodem 1200А. Takie urządzenia przyczyniły się do stworzenia telefonicznych systemów BBS – prekursora obecnych internetowych czatów, forów i poczty elektronicznej.

## Metoda działania
Zwykle, standardowa słuchawka telefoniczna była umieszczana w podstawie, zaprojektowanej tak, aby przylegać ściśle (za pomocą gumowych uszczelek) do mikrofonu i głośnika słuchawki. Modem generował dźwięk przez głośnik w komorze przylegającej do mikrofonu telefonu, a dźwięk z głośnika telefonu był zbierany przez mikrofon w drugiej komorze. W ten sposób sygnały mogły być przesyłane w obu kierunkach.
Konwertery akustyczne były wrażliwe na zakłócenia zewnętrzne i wymagały powszechnej standaryzacji wymiarów telefonów. Gdy bezpośrednie połączenia elektryczne do sieci telefonicznych stały się legalne, szybko stały się preferowaną metodą łączenia modemów i stosowanie konwerterów akustycznych straciło popularność. Konwertery akustyczne są używane do tej pory przez ludzi podróżujących w częściach świata, gdzie elektryczne podłączenie do sieci telefonicznej jest niezgodne z prawem lub niepraktyczne. Wiele modeli urządzeń telekomunikacyjnych dla osób niesłyszących wciąż ma wbudowany konwerter akustyczny, który pozwala na  korzystanie z telefonów publicznych i połączenia z numerami ratunkowymi przez niesłyszących.
Konwerter akustyczny pokazano na początku filmu z 1983 roku pt. "Gry Wojenne", kiedy bohater David Lightman (grany przez Matthew Brodericka) umieszcza słuchawkę telefonu w podstawie modemu akustycznego, aby podkreślić fakt korzystania z linii telefonicznych do podłączenia do rozwijających się w tym czasie sieci komputerowych – w tym przypadku komputera dowództwa wojskowego.